# Savissivik
Savissivik és un nucli de població de Groenlàndia (municipalitat de Qaanaaq). L'1 de gener del 2024 tenia 51 habitants. En Kalaallisut, Savissivik vol dir "lloc del ferro dels meteorits", en al·lusió als grans meteorits, de fins a vint tones, que s'han trobat a la regió.
Es troba a la costa de la Badia de Melville.